# Guillaume de Sens (architecte)
Pour les articles homonymes, voir Guillaume de Sens (homonymie).
Guillaume de Sens († 1180) est un maître-d'œuvre français du XIIe siècle.

## Biographie
Il est l'un des premiers maîtres-d'œuvre gothique dont le nom nous soit parvenu. Il introduit le gothique primitif en Angleterre.
Après la destruction par un incendie en 1174 du chœur de la cathédrale de Cantorbéry, il est chargé de sa reconstruction et de son extension de 1175 à 1179. Il copie les arcs-boutants de la cathédrale Notre-Dame de Paris et introduit les voûtes d'ogives à 6 arcs. En 1179, il tombe d'un échafaudage alors que les travaux se portent sur la voûte de la partie orientale du chœur. Immobilisé, il a peut-être continué à diriger le chantier, mais il est finalement remplacé par Guillaume l'Anglais (maître-d'œuvre) (en), qui semble être resté fidèle à son projet, et rentre en France.
La ressemblance entre le chœur de la cathédrale de Cantorbéry et la cathédrale de Sens laisse penser qu'il a pu participer à la construction de cette dernière.